# Ното
Но̀то (на италиански: Noto, на сицилиански Notu, Ноту) е град и община в южна Италия, провинция Сиракуза, автономен регион Сицилия. Разположен е на 152 m надморска височина. Населението на града е 24 077 души (към 2011 г.).